# نقد ثقافي
النقد الثقافي أو النقد الحضاري وهو نقد ثقافة ما على أسس جذرية ، وهو «نشاطٌ فكريٌّ، يتّخذ من الثّقافة، بشموليّتها، موضوعًا لبحثه، وتفكيره، ويعبّر عن مواقفَ إزاء تطوّراتها، وسماتها»، وهو «الوقوفُ على (فعل) الخطاب، وعلى تحوّلاته النّسقيّة، بدلًا من الوقوف على مجرّد حقيقته الجوهريّة، التّاريخيّة، أو الجماليّة» وهو يعالج فكرة الكشف عن الأنساق الثّقافيّة المضمرة، في المجتمع والثقافة، ولذلك؛ فهو تعاقبيٌّ وتزامنيٌّ في آنٍ معًا؛ فهو يضرب في عمق الثّقافة وأثرها في تحديد الوجهة الثّقافيّة التّراكميّة، ومن جهةٍ أخرى يراقب التّطوّرات الآنيّة للفعل الثّقافيّ.وغالباً ما يكون هذا النقد متداخل من ناحية اجتماعية مع نظرية الثقافة وهو يعالج فكرة الكشف عن الأنساق الثقافية المضمرة، في المجتمع والثقافة، ولذلك فهو تعاقبي وتزامني في آن معا، فهو يضرب في عمق الحضارة وأثره في تحديد الوجهة الثقافية التراكمية ومن جهة أخرى يراقب التطورات الآنية للفعل الثقافي
النّشأة
عند الغرب
أوّل من استخدم مصطلح النّقد الثّقافيّ هو فينسنت ليتش (V .B. Leitch)، ولكن له امتداداتٌ تاريخيّةٌ سبقت ظهوره، أهمّها الدّراسات الثّقافيّة الّتي تطوّر مفهومها على يد مركز الدّراسات الثّقافيّة المعاصرة بجامعة برمنغهام Brimingham، تناولت الدّراسات الثّقافيّة في موضوعاتها وسائل الإعلام، والثّقافة الشّعبيّة، والثّقافات الدّنيا، والمسائل الأيديلوجيّة، والأدب، وعلم العلامات، والمسائل المرتبطة بالجنوسة، والحركات الاجتماعيّة، والحياة اليوميّة، وغير ذلك من الموضوعات ممّا يتعلّق بمخرجات الثّقافة، وتعمل الدّراسات الثّقافيّة على «تحليل الثّقافة، واستخراج الأنظمة الثّقافيّة المتوفّرة من مصادرها، وفهمها، والبحث في الممارسات الثّقافيّة وعلاقتها بالسّلطة، ولها التزامٌ بالارتقاء بأخلاقيّات المجتمع الحديث، مع محاولةٍ لتنظيم المعرفة، وترويضها»، أمّا النّقد الثّقافيّ فهو نشاطٌ فكريٌّ، وليس مجالًا خاصًّا.
وسبقت الجماليّات الثّقافيّة، أو التّارخانيّة الجديدة، ظهور النّقد الثّقافيّ، وهي «تحليلٌ لطرائق إنتاج الخطاب، وآليّات تشكّله من قبل السّلطة الّتي تسيّر كلّ التّجارب الإنسانيّة، في الوقت الّذي تتوق فيه هذه السّلطة إلى فكرة الهيمنة»، وأيضًا، تأثّر النّقد الثّقافيّ بخطاب ما بعد الكولونياليّة، الّذي يدرس خطاب المستعمرين، وأبرز من تحدّثوا في مجال خطاب ما بعد الكولونياليّة إدوارد سعيد في كتابه الاستشراق، ويهتمّ النّقد الثّقافي بدراسة الأنساق الثّقافيّة السّياسيّة والاجتماعيّة وغيرها للآخر الأجنبيّ.
عند العرب
أوّل من نقل النّقد الثّقافيّ إلى العربي هو النّاقد السّعوديّ عبد الله الغذّامي، في كتابه الموسوم بــ«النّقد الثّقافيّ: قراءةٌ في الأنساق الثّقافيّة العربيّة»، وتبعه بعدها عددٌ من النّقّاد الّذين نقلوا عنه، وأصدروا أفكارهم الخاصّة بهم، من أهمّهم النّاقد البحرينيّ نادر كاظم في عددٍ من كتبه، من أهمّها كتابه الموسوم بـ«تمثيلات الآخر-صورة السّود في المتخيّل العربيّ الوسيط»، والنّاقد الفلسطيني عزّ الدّين مناصرة في كتابه الموسوم «النّقد الثّقافيّ المقارن منظورٌ جدليٌّ تفكيكيٌّ»، والنّاقد الأردنيّ يوسف عليمات الّذي كانت مؤلّفاته جميعًا في مجال النّقد الثّقافيّ، وأسهم في تطويره إسهامًا فعّالًا، وكوّن منظاره الخاصّ في كتابه الموسوم بـ«ثقافة النّسق تجلّيات الأرشيف في الشّعر العربيّ القديم»، والنّاقد الأردنيّ عبد القادر الرّباعي في عددٍ من كتبه، أهمّها كتابُه الموسوم بـ«جماليّات الخطاب في النّقد الثّقافيّ رؤيةٌ جدليّةٌ جديدةٌ»، وما زال النّقد الثّقافيّ طور النّموّ في الأوساط النّقديّة العربيّة، وما زال عددٌ من النّقّاد يشكّكون بوجوده، وبأهمّيّته.